# Carlos Gentile de Mello
Carlos Gentile de Mello (Natal, 17 de junho de 1918 - Rio de Janeiro, 27 de outubro de 1982) foi um médico sanitarista brasileiro. Graduou-se pela Faculdade de Medicina da Bahia em 1943, mudando-se para o Rio de Janeiro ainda na década de 1940. Atuou em diversas instituições assistenciais e de ensino, assim como na previdência social.
Entre as décadas de 1960 e 1980, destacou-se pelas suas análises acerca do campo da saúde, produzindo correlações com aspectos relacionados à economia, à sociedade e ao Estado. Defendia a responsabilidade estatal na promoção de políticas que visassem aumentar a renda e melhorar as condições de vida da população como forma de enfrentar a problemática da saúde do país. Assim, mostra-se adepto de um conceito ampliado de saúde, o qual entende o processo saúde-adoecimento para além da dimensão biológica, considerando a atuação de determinantes sociais.
Durante sua carreira, publicou dezenas de artigos em periódicos especializados. Além disso, assinava uma coluna semanal no jornal Folha de S. Paulo, onde tratava da situação da saúde no país para o público geral.

## Obra
- Saúde e assistência médica no Brasil (Hucitec/Cebes, 1977)
- O sistema de saúde em crise (Cebes/Hucitec, 1981)
- Saúde oficial, medicina popular (Marco Zero, 1982), em parceria com D. Carrara
- A medicina e a realidade brasileira (Achiamé, 1983)